# Доситеј Палестински
Преподобни Доситеј је хришћански светац на прелазу из  у VII век, који је за живота био ученик славног Аве Доротеја.

## Житије
Био је у сродтву са једним војводом и потицао је из богате и угледне породице. Према хришћанском веровању, када је дошао у Јерусалим да види светиње и угледао слику „Страшног Суда“ у једној цркви, пришла му је Пресвета Богородица, али у лику непознате жене у порфирној хаљини, која га је саветовала да пости и да се често моли Богу. То је убедило младог Доситеја да се замонаши. Живео је у киновији преподобног игумана Серида, Јована и Варсануфија Великог. Доротеј га је примио за свог послушника. Доротејево учење је било постепено; у почетку Доситеј је јео колико је желео, да би се временом порције смањивале. Циљ оваквог учења је био да се докаже да је умереност у јелу ствар навике. Доситеј је усвојио ове навике и учења свог ментора и за хришћане је постао пример монашке послушности и преданости свом духовном оцу. Доситеј је у манастиру провео тек пет година да би се смртно разболео. Варсануфије је замолио сву браћу да се моле за душу Доситеја, што је њима било необично, јер је овај провео кратко време у манастиру и није био познат по великим подвизима. Међутим, према хришћанском веровању, Варсануфије је у сну видео да Доситеја на Небу чека велика слава.

## Празник
Српска православна црква слави га 19. фебруара по црквеном, а 4. марта по грегоријанском календару.